# Baicalasellus korotnevi
Baicalasellus korotnevi és una espècie de crustaci isòpode pertanyent a la família dels asèl·lids.

## Distribució geogràfica
Es troba a les zones habitades per esponges de mar del llac Baikal entre 10-20 m de fondària.